# Anenii Noi (plaats)
Anenii Noi is een gemeente - met stadstitel - en de hoofdplaats van de Moldavische bestuurlijke eenheid (unitate administrativ-teritorială) Anenii Noi.
De gemeente telt, samen met de deelgemeenten Albinița, Beriozchi, Hîrbovățul Nou, Ruseni en Socoleni 11.700 inwoners (01-01-2012).